# 217

## Decese
- 8 aprilie: Caracalla, împărat roman (n. 186)